# Патагонский тинаму
Патагонский тинаму, или патагонский горно-степной тинаму (лат. Tinamotis ingoufi) — вид птиц семейства тинаму (Tinamidae).
Птица живёт в степях и пастбищах на высоте от 200 до 800 метров над уровнем моря. Вид распространён на юге Чили и Аргентины.
Тело достигает в длину 35 см. Окраска серая с чёрными пятнами. Грудь рыжая, брюхо коричневое, горло белое.
Основу рациона составляют плоды и ягоды. В небольших количествах потребляет беспозвоночных, цветы, семена. 
Яйца высиживает самец. В кладке могут быть до 12 яиц от разных самок. Гнездо располагается на земле. Инкубация длится 21 день.